# Ignition (Album)
Ignition (engl. für: „Zündung“, „Entzündung“) ist das zweite Studioalbum der US-amerikanischen Punkrock-Band The Offspring. Es wurde am 16. Oktober 1992 über das Label Epitaph Records veröffentlicht.

## Hintergrund
1991 nahmen The Offspring ihre EP Baghdad auf, die ein Erfolg wurde. Infolgedessen kam die Band über ihren Produzenten Thom Wilson mit Epitaph Records, dem Label von Brett Gurewitz, Gitarrist der Gruppe Bad Religion, in Kontakt. Thom Wilson überzeugte diesen davon, The Offspring unter Vertrag zu nehmen und ihr zweites Studioalbum Ignition zu veröffentlichen.

## Produktion
Das Album wurde von dem Musikproduzent Thom Wilson produziert und in den Westbeach Recorders in Hollywood sowie den Track Record Studios in North Hollywood aufgenommen.

## Covergestaltung
Das Albumcover zeigt ein Foto eines Lagerfeuers vor braunem Hintergrund. Oben im Bild steht der Schriftzug the Offspring in Beige und am unteren Bildrand befindet sich der Titel ignition, ebenfalls in Beige.

## Titelliste
1. Session – 2:32
2. We Are One – 3:59
3. Kick Him When He’s Down – 3:16
4. Take It like a Man – 2:55
5. Get It Right – 3:06
6. Dirty Magic – 3:48
7. Hypodermic – 3:21
8. Burn It Up – 2:42
9. No Hero – 3:22
10. L.A.P.D. – 2:45
11. Nothing from Something – 3:00
12. Forever and a Day – 2:37

## Verkaufszahlen und Auszeichnungen
| Professionelle Bewertungen | Professionelle Bewertungen |
| -------------------------- | -------------------------- |
| Kritiken                   |                            |
| Quelle                     | Bewertung                  |
| allmusic                   | [ 2 ]                      |

Ignition verkaufte sich bis heute weltweit über eine Million Mal. Obwohl es nicht in die Charts einstieg, wurden allein in den Vereinigten Staaten mehr als 500.000 Einheiten verkauft, wofür es dort 1996 mit einer Goldenen Schallplatte ausgezeichnet wurde.

| Land/Region               | Auszeichnungen für Musikverkäufe (Land/Region, Auszeichnung, Verkäufe) | Verkäufe |
| ------------------------- | ---------------------------------------------------------------------- | -------- |
| Australien (ARIA)         | Gold                                                                   | 35.000   |
| Kanada (MC)               | Gold                                                                   | 50.000   |
| Vereinigte Staaten (RIAA) | Gold                                                                   | 500.000  |
| Insgesamt                 | 3× Gold ·                                                              | 585.000  |

Hauptartikel: The Offspring/Auszeichnungen für Musikverkäufe

## Single
Infolge des kommerziellen Erfolgs des Nachfolgealbums Smash wurde 1995 das Lied Kick Him When He’s Down als Radiosingle ausgekoppelt.